# Прогрессивно-экономическая партия Российской империи
Прогрессивно-экономическая партия Российской империи наряду с Торгово-промышленным союзом и Торгово-промышленной партией, одна из трёх основных партий, в которые во время образования политических партий в 1905 году, накануне выборов в Государственную думу Российской империи I созыва организовалась российская торгово-промышленная буржуазия на чисто классовой основе, с целью охраны своих классовых интересов.
Хронологически, первой из них была Прогрессивно-экономическая партия, зачатки которой относятся еще к началу 1905 года. 28 января 1905 года совещательная контора железозаводчиков представила председателю комитета министров записку по рабочему вопросу, указывая на необходимость изменения политических условий России. Подобные же записки были поданы уральскими промышленниками, группами московских и петербургских фабрикантов и т. д. В марте 1905 года состоялся съезд русских промышленников в Москве, решивший организовать постоянное представительство интересов русских промышленников, для чего и выработать устав общих промышленных съездов. В середине июня группа петербургских промышленников (Я.П.Беляев и др.) и торговцев возбудила вопрос о необходимости организовать промышленную и торговую политическую партию. 
Она отправила в Москву четырех делегатов (в том числе бывшего товарища министра финансов В. И. Ковалевского), которые организовали в Москве всероссийский съезд промышленников торговцев, собравшийся 4 июля 1905 года. Съезд признал, что для установления в России прочного порядка необходимо осуществить ранее всего свободу слова, совести, печати, союзов и собраний, неприкосновенность личности, жилища, народное представительство, избираемое всеобщим, тайным, равным, но двухстепенным голосованием. Более консервативные члены съезда протестовали против этого решения и ушли со съезда. Остальная часть съезда организовала «прогрессивно-политическую партию русских промышленников и торговцев», которая вскоре переименовалась в прогрессивно-экономическую партию. 
Программа этой партии, опубликованная в ноябре 1905 года, была либеральна в своей политической части; в области аграрной она стояла за увеличение площади землепользования, не указывая подробно, как оно должно состояться; в области рабочего вопроса она требовала свободы стачек, законодательного ограничения рабочего времени для женщин и малолетних, страхования рабочих; в области экономической политики она подчеркивала таможенное покровительство, как средство для развития охраны представительных сил страны и для создания самостоятельной отечественной промышленности. 
14 декабря 1905 года появилось оповещение, что прогрессивно-экономическая партии «спешно готовится к предстоящим выборам в Государственную Думу». Сколько-нибудь заметную энергию прогрессивно-экономическая партии проявила только в Петербурге. Перед выборами в Государственную Думу она вступила в блок с Торгово-промышленным союзом, «Союзом 17 октября» и Партией правового порядка. На выборах этот блок потерпел полную неудачу; он не провел даже ни одного выборщика. Деятельность партии стала замирать; центральное бюро партии было закрыто.